# Zachy
Zachy (deutsch Sachen) ist ein kleiner Ort in der polnischen Woiwodschaft Ermland-Masuren und gehört zur Landgemeinde Janowo im Powiat Nidzicki (Kreis Neidenburg).

## Geographische Lage
Zachy liegt in der südwestlichen Mitte der Woiwodschaft Ermland-Masuren, 20 Kilometer östlich der Kreisstadt Nidzica (deutsch Neidenburg).

## Geschichte
Das klein Gut Chemilink, um 1574 Sakowa und vor 1785 Sachowen genannt, wurde um 1556 gegründet. 1874 wurde der Gutsbezirk Sachen in den neu errichteten Amtsbezirk Roggen (polnisch Róg) im ostpreußischen Kreis Neidenburg eingegliedert.
84 Einwohner zählte das Gut Sachen im Jahre 1910. Am 30. September 1928 gab Sachen seine Eigenständigkeit auf und schloss sich mit Roggen zur Landgemeinde Roggen zusammen.
In Kriegsfolge wurde 1945 das gesamte südliche Ostpreußen – und mit ihm das Gutsdorf Sachen – nach Polen überstellt. Sachen erhielt die polnische Namensform „Zachy“ und ist heute als Sitz eines Schulzenamts (polnisch Sołectwo) eine Ortschaft im Verbund der Landgemeinde Janowo im Powiat Nidzicki (Kreis Neidenburg), bis 1998 der Woiwodschaft Olsztyn, seither der Woiwodschaft Ermland-Masuren zugehörig.

## Kirche
Bis 1945 war Sachen in die evangelische Kirche Muschaken (polnisch Muszaki) in der Kirchenprovinz Ostpreußen der Kirche der Altpreußischen Union sowie in die römisch-katholische Kirche Neidenburg (polnisch Nidzica) im Bistum Ermland eingepfarrt. Heute gehört Zachy evangelischerseits zur Kirchengemeinde Róg (Roggen), einer Filialgemeinde der Pfarrei in Nidzica in der Diözese Masuren der Evangelisch-Augsburgischen Kirche in Polen, außerdem katholischerseits zur Pfarrkirche Muszaki im Erzbistum Ermland.

## Verkehr
Zachy liegt an einer Nebenstraße, die bei Jagarzewo (Jägersdorf) von der Woiwodschaftsstraße 604 abzweigt und über Wichrowiec (Wychrowitz, 1938 bis 1945 Hardichhausen) nach Róg (Roggen) führt. Eine Anbindung an den Bahnverkehr besteht nicht.